# Висконти, Антонио Эудженио
Антонио Эудженио Висконти (итал. Antonio Eugenio Visconti; 13 июня 1713, Милан, Миланское герцогство — 4 марта 1788, Рим, Папская область) — итальянский куриальный кардинал, доктор обоих прав. Секретарь Священной Конгрегации индульгенций и священных реликвий с 22 октября 1754 по 22 февраля 1760. Титулярный архиепископ Эфеса с 28 января 1760 по 19 апреля 1773. Апостольский нунций в Польше с 22 февраля 1760 по 22 ноября 1766. Апостольский нунций в Австрии с 22 ноября 1766 по 19 апреля 1773. Префект Священной Конгрегации индульгенций и священных реликвий с 9 декабря 1782 по 4 марта 1788.  Камерленго Священной Коллегии кардиналов с 20 марта 1780 по 2 апреля 1781. Кардинал in pectore c 17 июня 1771 по 19 апреля 1773. Кардинал-священник с 19 апреля 1773, с титулом церкви Санта-Кроче-ин-Джерусалемме с 3 апреля 1775.